# Бібрський повіт
Бібрський повіт, або Бібрецький повіт (нім. Bezirk Bóbrka, пол. Powiat bóbrecki) — історична адміністративна одиниця на українських землях, що входила до складу Австро-Угорщини, Західно-Української Народної республіки, Польщі та УРСР.

## Королівство Галичини та Володимирії
Провісник пізнішого повіту Судовий повіт Бібрка (адміністративно-судовий орган влади) був створений наприкінці 1850 р. Повітова судова виконавча влада підпорядковувалась утвореному того ж року апеляційному суду у Львові.
Сам Бібрський повіт як орган адміністративної влади після проголошення в 1854 р. був створений з 41 самоврядної громади 29 вересня 1855 р. (паралельно до наявного судового повіту), входив до складу округу Бережани.
Під час адміністративної реформи місцевого самоврядування розпорядженням міністерства внутрішніх справ Австро-Угорщини 23 січня 1867 року ліквідовані округи та збільшені повіти, зокрема до попереднього Бібрського повіту приєднані Ходорівський повіт і частина Журавенського. При цьому Ходорівський повіт зберігся в структурі судової адміністрації.
У 1880 р. повіт поділявся на 81 кадастральних гмін, складався зі 91 самоврядних громад-гмін (1 місто (Бібрка), 3 містечка (Броздовичі, Ходорів, Нові Стрілища) і 87 сіл), 89 фільварків, об'єднаних у 34 окремі території — загалом 125 адміністративних одиниць; проживала 56 561 особа.
На 1910 р. повіт об'єднував 95 громад і 84 фільварки та займав площу 890 км². Населення повіту становило: на 1900 р.— 79 390 особи, на 1910 р. — 88 527 осіб. Українці-грекокатолики становили 70 % населення повіту, євреї — 11 %.

## У складі ЗУНР
Повіт входив до Львівської військової області ЗУНР. Повітовим комісаром був керівник суду Константин Дуб. Міський комісаром (бургомістром) обраний директор торгівельної спілки Роман Кулинич. Комісаром судового округу Ходорів був о. Іван Винницький, ходорівський декан і парох у Залізцях (УНДП); його змінив д-р Осип Когут, адвокат (УРП). Делегатом до УНРади від повіту обраний Дмитро Дикий (УНДП).

## Під польською окупацією
Після окупації Галичини поляками в 1919 р. включений до складу Львівського воєводства при його утворенні 3 грудня 1920 р.

### Зміни адміністративного поділу

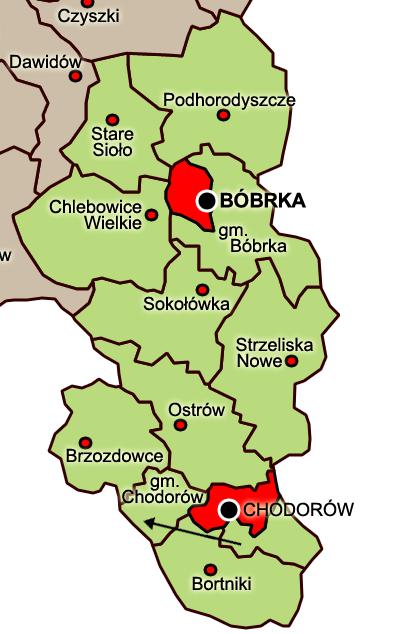
Бібрський повіт

1 квітня 1928 р. вилучено частину гміни (самоврядної громади) Жирава Бібрського повіту і з неї утворено сільську гміну Кремерувка того ж повіту.
1 серпня 1934 р. здійснено адміністративну реформу внаслідок об'єднання дотогочасних (збережених від Австро-Угорщини) гмін, які позначали самоврядну громаду села. Новоутворені ґміни відповідали волості — об'єднували громади кількох сіл або (в дуже рідкісних випадках) обмежувались єдиним дуже великим селом.

#### Міста (Міські ґміни)
1. м. Бібрка
2. містечко Ходорів — місто з 1934 року

#### Сільські ґміни
Кількість:
1920—1928 рр. — 90
1928—1934 рр. — 91
1934—1939 рр. — 10
| Об'єднані сільські ґміни 1934 року | Об'єднані сільські ґміни 1934 року | Старі сільські ґміни | Кількість |
| ---------------------------------- | ---------------------------------- | --- | --------- |
| 1                                  | Ґміна Бібрка                       | Ернсдорф (Благодатівка), Волове, Любешка, Лани, Ланкі Мале (Малі Ланки), Рефельд, Сарнікі (Сірники), Стокі (Стоки), Стжалкі (Стрілки) | 9         |
| 2                                  | Ґміна Бортники                     | Бортнікі (Бортники), Букавіна (Буковина), Демідув (Демидів), Добровляни (Добрівляни), Молодиньче, Новосельце (Новосільці), Подліскі (Підліски), Черемхув (Черемхів) | 8         |
| 3                                  | Ґміна Броздовичі                   | Бжоздовце (Берездівці), Гранкі, Кути, Ляшкі Дольне (Долішнє), Ляшкі Ґурне (Горішнє), Подгорце (Підгірці), Поднєстжани (Піддністряни), Руда (Рудківці), Станьковце (Станківці), Тужановце (Тужанівці)                                                                                      | 10        |
| 4                                  | Ґміна Великі Глібовичі             | Хлєбовіце Вєлькє (Великі Глібовичі), Гуціско (Гутисько), Лопушна, Ольховєц (Вільховець), Суходул (Суходіл), Волощизна (Волощина) | 6         |
| 5                                  | Ґміна Нові Стрілиська              | Баковце (Баківці), Бертешув (Бертишів), Грусятиче (Грусятичі), Дуліби (Дуліби), Жабокрукі, Калінувка (Калинівка), Кнєсьоло (Кнісело), Лещин (Ліщини), Оришковце (Орішківці), Репехув (Репехів), Стреліска Нове (Нові Стрілища), Стреліска Старе (Старі Стрілища), Трибуховце (Трибоківці) | 13        |
| 6                                  | Ґміна Острів                       | Борусув (Борусів), Бориниче (Бориничі), Дроговиче (Дроховичі), Голдовіце (Голдовичі), Городище Цетнарскє (Городищенське), Городище Крулєвскє (Городище), Лучани, Острув (Чорний Острів), Оттиньовіце (Отиневичі), Юшковце (Юшківці)                                                       | 10        |
| 7                                  | Ґміна Підгородище                  | Городиславичі, Гринів, Звенигород, Коцурів, Миколаїв, Підгородище, Під'ярків, Підсоснів, Романів, Селиська | 10        |
| 8                                  | Ґміна Соколівка                    | Бриньце Церкєвне (Бринці Церковні), Бриньце Заґурне (Бринці Загірні), Вибранувка (Вибранівка), Дзєвєнтнікі (Дев'ятники), Кологури (Кологори), Мільбах, Пєтнічани (П'ятничани), Соколувка (Соколівка), Ходерковце (Ходорківці), Чижице (Чижичі), Ятвєнґі (Ятвяги)                          | 11        |
| 9                                  | Ґміна Старе Село                   | Будкув (Будків), Водники (Відники), Подманастеж (Підмонастир), Старе Село, Шоломия (Шоломинь) | 5         |
| 10                                 | Ґміна Ходорів                      | Бородчице (Бородчиці), Вежбіца (Вербиця), Волчатиче (Вовчатичі), Заґуречко (Загірочко), Залєсьце (Заліски), Жирава, Кремерувка (утв. в 1928 році), Сухрув (Сугрів), Чартор'я (Кам'яне) | 9         |

* Виділено містечка, що були у складі сільських ґмін та не мали міських прав.

### Перейменування
Рішенням міністра внутрішніх справ 25 листопада 1938 року змінені німецькі назви поселень (колоній) на польські:
- Полянка Бубрецка (Polanka Bóbrecka) замість Ернсдорф (Ernsdorf)
- Млиновіце (Młynowice) замість Мільбах (Mühlbach).

Рішенням міністра внутрішніх справ 11 березня 1939 року змінені німецькі назви поселень (колоній) на польські:
- Сарнікі Мале (Sarniki Małe) замість Регфельд (Rehfeld).

## У складі СРСР
27 листопада 1939 р. повіт включений до новоутвореної Львівської області.
17 січня 1940 — повіт розділили на три райони, кожен з кількох ґмін:
- Бібрський район — із ґмін Бібрка, Великі Глібовичі, Підгородище і Старе Село та міста Бібрка;
- Новострілищанський район — із ґмін Нові Стрілиська, Острів і Соколівка;
- Ходорівський район — із ґмін Бортники, Броздовичі і Ходорів та міста Ходорів.

## Населення
У 1939 році в повіті проживало 106 070 мешканців (73 895 українців-грекокатоликів — 69,67 %, 9 965 українців-римокатоликів — 9,39 %, 11 575 поляків — 10,91 %, 1 945 польських колоністів міжвоєнного періоду — 1,83 %, 8 205 євреїв — 7,74 % і 485 німців та інших національностей — 0,46 %).
Публіковані польським урядом цифри про національний склад повіту за результатами перепису 1931 року (з 97 124 населення ніби-то було аж 30672 (31,67 %) поляків при 60444 (62,23 %) українців, 5533 (5,7 %) євреїв і 211 (0,22 %) німців) суперечать даним, отриманим від місцевих жителів (див. вище) та пропорціям за допольським (австрійським 1910 року) та післяпольськими (радянським 1940 і німецьким 1943) переписам.